# Thelma Payne
Thelma Payne (Salem (Oregón), Estados Unidos, 18 de julio de 1896-7 de septiembre de 1988) fue una clavadista o saltadora de trampolín estadounidense especializada en los saltos desde el trampolín, donde consiguió ser medallista de bronce olímpica en 1920.

## Carrera deportiva
En los Juegos Olímpicos de 1920 celebrados en Amberes (Bélgica) ganó la medalla de bronce en los saltos desde la plataforma, con una puntuación de 535 puntos, tras sus compatriotas las también estadounidenses Aileen Riggin (oro con 539 puntos) y Helen Wainwright (plata con 536 puntos).